# Eudonia bronzalis
Eudonia bronzalis là một loài bướm đêm trong họ Crambidae.